# Trifolium gillettianum
Trifolium gillettianum är en ärtväxtart som beskrevs av Jacq.-fel.. Trifolium gillettianum ingår i släktet klövrar, och familjen ärtväxter. Inga underarter finns listade i Catalogue of Life.